# Бердское землетрясение
Бердское землетрясение — землетрясение, произошедшее 3 марта (15 марта) 1882 года на территории Томской губернии Российской Империи недалеко от Бердска. Магнитуда землетрясения составила 5,7. Землетрясение ощущалось во многих населенных пунктах Томской Губернии: Бердске, Томске, Салаире, Барнауле и других. Эпицентр землетрясения находился в Каменской зоне сейсмичности, где нередко происходят сильные землетрясения интенсивностью до 7 баллов, последнее из которых, магнитудой 5,3, произошло 15 февраля 1965 году близ Камня-на-Оби. Немногие свидетельства о землетрясении сохранились в Каталоге землетрясений Российской Империи 1890 г.:
В том же году (1882) 4-го (16) марта в 5 ч. 35 мин. утра землетрясение в с.Медведском, сопровождавшееся сильным подземным гулом и продолжавшееся 5 минут; несколько ветхих печей было попорчено и разрушено. В 5 ч. 39 мин. произошло сильное землетрясение в Колывани, продолжавшееся минуту и шедшее с юга; мебель стучала и посуда звенела. В 6 ч. утра в селах Бердском и Каиновом, в деревнях Мельтюши и Тальменки вдруг раздался резкий подземный гул, послышались подземные раскаты, а затем началось сильное землетрясение, так что стены домов затрещали. В 6 ч. 5 мин. утра землетрясение в Барнауле, оно продолжалось около 50 секунд, и было довольно сильно, особенно в домах, находившихся близ Оби.